# Juan Garcia-Herreros
Juan Sebastian Garcia-Herreros (Bogota, 1 juli 1977), ook bekend onder zijn inheemse naam Snow Owl, is een Colombiaanse bassist die een zessnarige basgitaar speelt.

## Levensloop
Garcia-Herreros werd geboren in Bogota, Colombia. Zijn eerste muzikale studies begonnen met fluit op 9-jarige leeftijd nadat hij met zijn gezin naar New York was verhuisd. Toen hij de middelbare school had afgerond, verhuisde zijn familie opnieuw naar Dunedin, Florida, waar hij de elektrische basgitaar ontdekte. Omdat zijn familie geen privélessen kon betalen, voedde zijn passie voor leren hem om een autodidactische muzikant te worden.
Garcia-Herreros was 16 toen hij muziektheorie en jazzuitvoering begon te doceren aan de Dunedin High School in Florida. Zijn bandleraar op de middelbare school moedigde hem aan om ook akoestische contrabas te studeren, zodat hij op school deel kon uitmaken van de symfonische band. Hij deed auditie en werd bekwaam genoeg om op 17-jarige leeftijd op te treden met de Tampa Bay Symphony. Tegelijkertijd nam hij deel aan New Orleans tijdens de Berklee College of Music Scholarship Tour en ontving hij een van Berklee's felbegeerde prijzen, waardoor hij naar de prestigieuze school in Boston kon gaan.
Op 30-jarige leeftijd werd hij door een jury geselecteerd om deel uit te maken van de faculteit van het Jazz Institute van de Universität für Musik und darstellende Kunst Graz. Hij was de eerste Colombiaan die een dergelijke academische positie in Oostenrijk kreeg. Hij verliet het Jazz Institute in het najaar van 2012 vanwege een erg druk tourschema. Ook werd hij sinds 2012 gevraagd om deel te nemen aan het jaarlijkse symfonisch filmmuziekgala Hollywood in Vienna, met het ORF Radio-Symphonieorchester Wien.
In 2014 werd hij genomineerd voor een Latin Grammy Award in de categorie Best Latin Jazz Album, voor zijn derde cd-release getiteld Normas. In 2019 is hij verkozen tot "Best Bass Player in the World" door de lezers van Music Radar, Bass Player Magazine en UK Bass Guitar Magazine. In 2021 speelde hij basgitaar op de soundtrack Dune van Hans Zimmer.

## Discografie

### Albums
- Snow Owl Quartet – (Quinton Records, 2006)
- Art of Contrabass Guitar – (Inner Circle Music, 2010)
- Normas (Inner Circle Music, 2013)
- The Blue Road (Inner Circle Music, 2016)